# Костел Воздвиження Святого Хреста (Фастів)
Костел Воздвиження Святого Хреста (Дім Воздвиження Святого Хреста у Фастові) — парафіяльний костел у місті Фастові на Київщині; оригінальна неоготична пам'ятка, одна з небагатьох історичних, зокрема культових, споруд міста; значний духовний і благодійницький осередок міста.
Костел розташованний неподалік сучасного центру міста на правому березі Унави на майдані, що носить ім'я Зигмунда Козара.

## Архітектура
Фастівський костел Воздвиження Святого Хреста побудований у романо-готичних формах, характерних для архітектурних споруд останньої чверті XIX століття, у цілому культова споруда є взірцем неоготики.

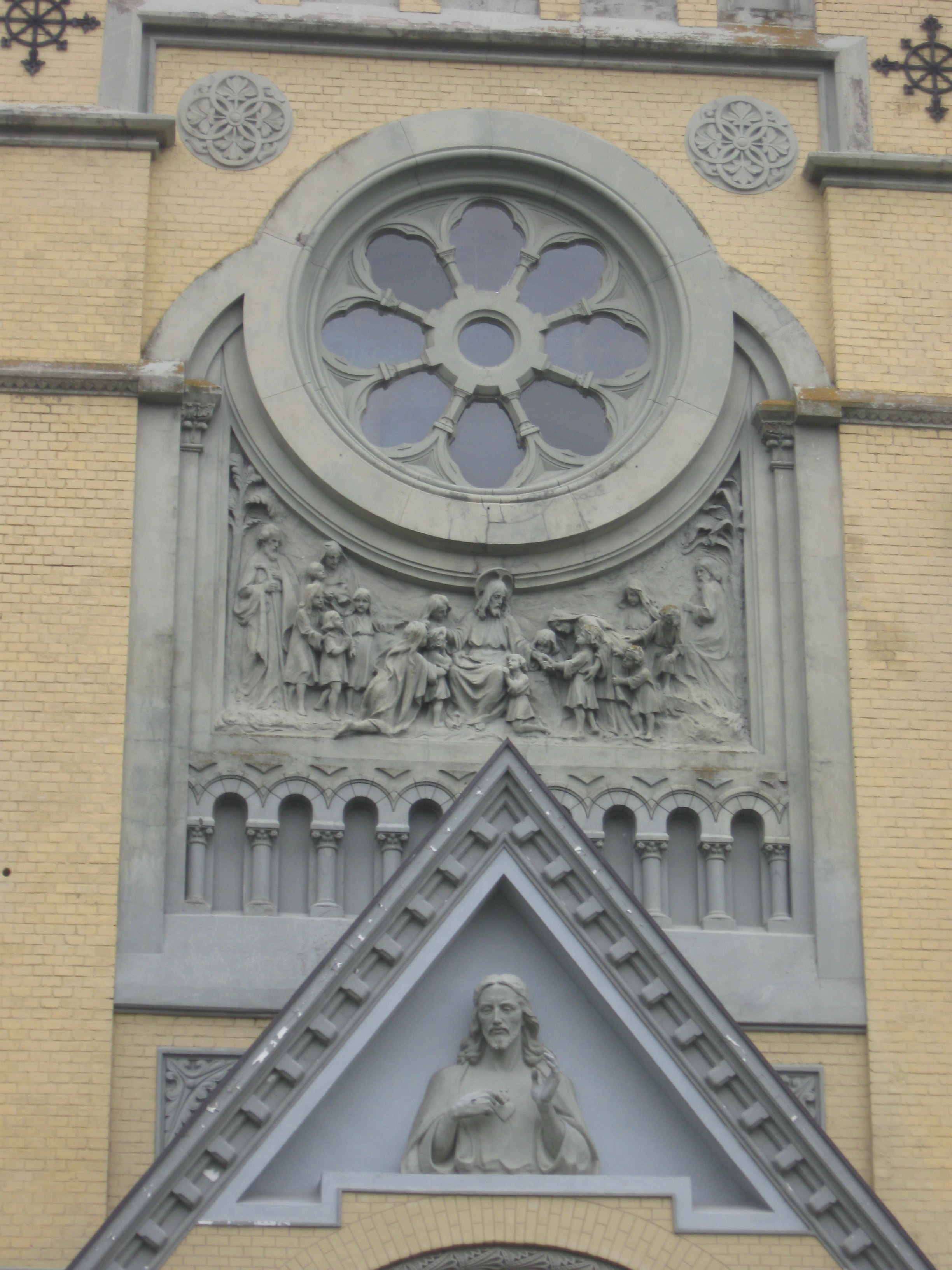
Фрагмент центрального фасаду костелу — вікно-«роза» і барельєф

На фундаменті з бутового каменю зведено стіни з жовтої цегли. Конструкції покрівлі первинно були виготовлені з сосни та покриті зеленою і червоною черепицею.
Головний — західний фасад вінчають дві башти, між якими розташований центральний вхід до костелу. Над входом — велике кругле вікно («роза»), що є традиційним елементом готичних храмів. На фасаді розміщена скульптура єпископа і барельєфна сюжетна композиція «Христос благословляє дітей».
Костел має істотну особливість — західний фасад споруди є асиметричним. Асиметрія проявляється в усьому: в елементах декору, формах вікон, окремих деталях тощо. Дві його башти, що є однакововими в плані, зовні абсолютно різні. Південна — майже вдвічі вище за північну, чотирикутна по всій висоті, з наскрізними спареними арками у верхній частині.
В інтер'єрі храму одразу привертають увагу галерея, хори, підлога, стрункі пілястри та колони з пишними капітелями.

## Історія

### Перші фастівські костели
Перший костел у Фастові було збудовано наприкінці XVI століття єпископом Йосипом Верещицьким. Згодом тут діяли вже декілька католицьких громад, зокрема єзуїти, бернардинці.
У 1723 році на місці старого за сприяння єпископа Самуеля Ожґи звели новий костел, також дерев'яний. Однак його спалили гайдамаки під час Коліївщини. Новий дерев'яний костел відбудували в 1793 році.
Відтак, таким — дерев'яним і невеликим, що не відповідав потребам місцевої громади, був фастівський костел аж на початок XX століття. От що з цього приводу писав Київський губернатор:
|  | «…Існуючий нині в місті Фастові костел - дерев'яний, дуже старий і недостатньо місткий… Костел розташований позаду будівель обивателів м. Фастова на відстані кількох верст від Фастівської Воскресенської церкви і близько 1 версти від Фастівської Покровської церкви ... Через недостатню місткість і старість існуючого костьолу в будівництві замість нього нового костелу зі збільшенням розмірів такого, насправді наявною є нагальна потреба.» Оригінальний текст (рос.) «…существующий ныне в городе Фастове костел – деревянный, очень ветхий и недостаточно вместительный… Костел расположен позади строений обывателей г. Фастова на расстоянии нескольких верст от Фастовской Воскресенской церкви и около 1 версты от Фастовской Покровской церкви… Ввиду недостаточной вместительности и ветхости существующего костела в постройке вместо него нового костела с увеличением размеров такового, в действительности встречается надобность.» |

Таким чином, якраз у перші роки XX століття потреба зведення мурованого і значно більшого католицького храму у Фастові стала нагальною.

### Сучасний костел: зведення, забуття, відновлення

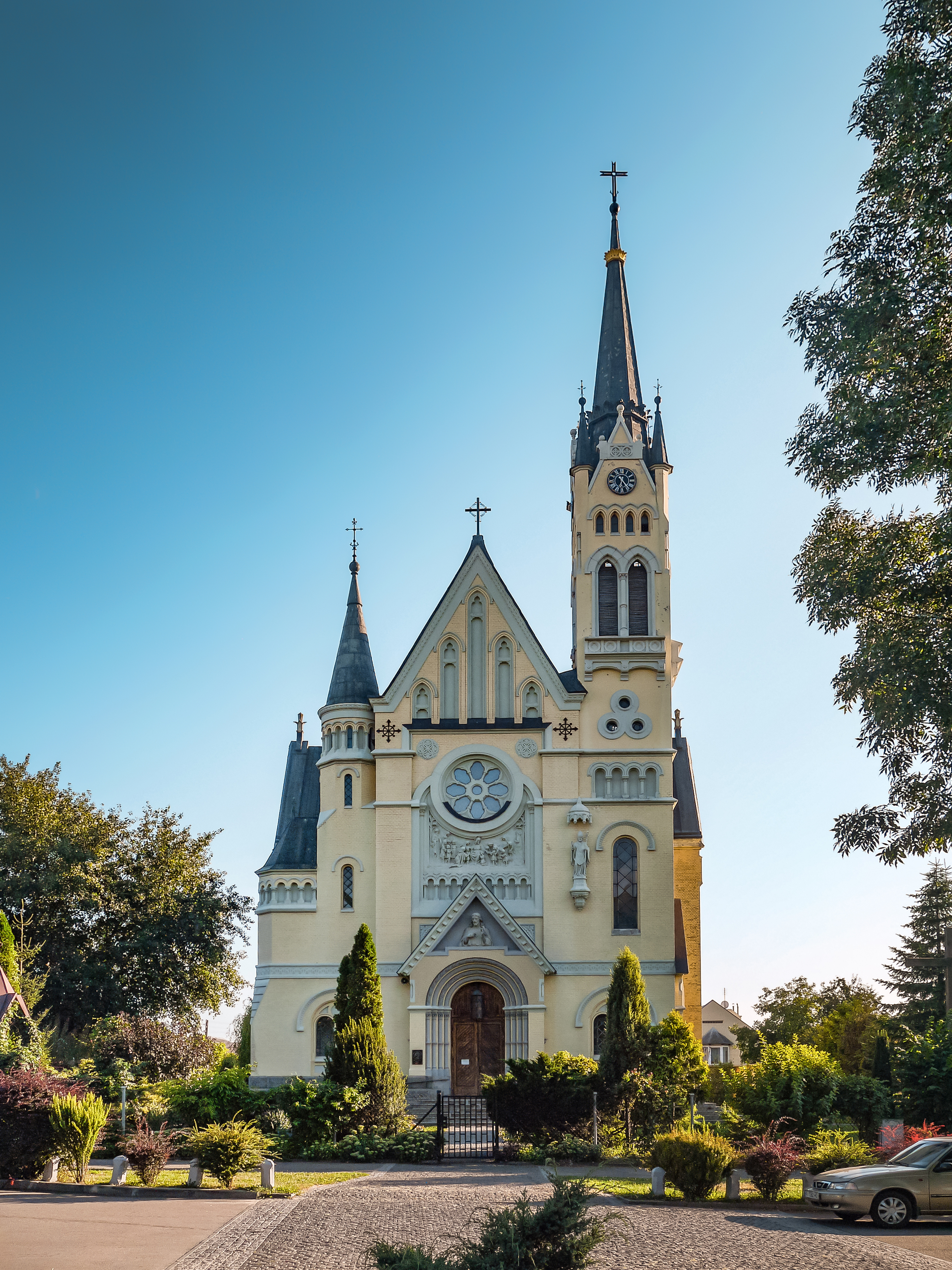
Костел Воздвиження Святого Хреста - сучасний вигляд

Сучасний костел Воздвиження Святого Хреста у Фастові зводили за проектом архітектора Домбровського у період з 1903-го по 1911-й роки. За 2 роки після початку будівництва загальний проект культової споруди був дещо змінений, а до його виконання залучили відомого українського архітектора Федора Троупянського. Костел був урочисто освячений 18 вересня 1911 року. Після його освячення настоятелем Фастівської парафії став Леон Зеленський, першим деканом — ініціатор будівництва Станіслав Шептицький.

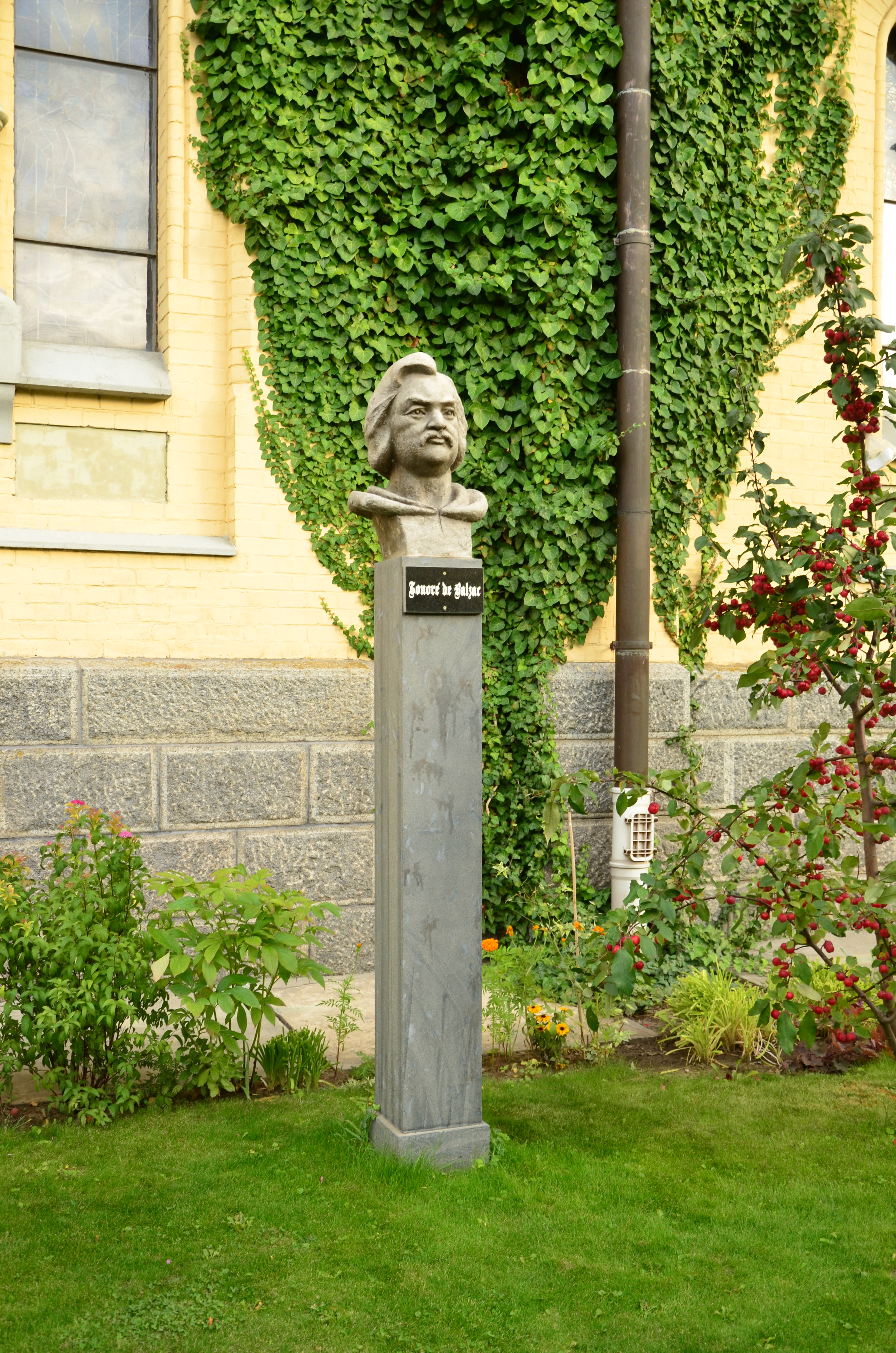
Костел Воздвиження Святого Хреста (Фастів). Погруддя О. Бальзака біля костелу

У фінансуванні будови брала участь не лише громада, а й уряд. Великою благодійницею культової споруди була також графиня Браницька з Білої Церкви, чиїм коштом був встановлений у храмі орган. Однак коли грошей все-таки не вистачило, в майбутньому, ще не до кінця зведеному костелі в останній рік спорудження влаштували благодійний концерт. У програму заходу були включені твори Баха, Шумана тощо.
Радянська влада у 1934 році закрила костел, а найактивніші члени парафіяльної громади були в 1937 році або страчені, або вкинуті у в'язниці на багато років. Останнім настоятелем перед Другою світовою війною лише формально був Францішек Андрушевич, якого також було засуджено на багаторічне ув'язнення. Незважаючи на репресії, меси продовжували відправлятися вдома у довірених парафіян.
У повоєнний час у костелі деякий час діяла православна церква.
У 1989 році до Москви на ім'я жінки-космонавта Валентини Терешкової надійшов лист з проханням про повернення костелу католицькій громаді, підписаний 600 особами. Численні петиції до влади мали своїм наслідком повернення культової споруди фастівським католикам. Відтак, у червні 1990 року храм було знову освячено — обряд здійснив священик Яніс Крапанс.

Могила о. Зигмунда біля костелу

У 1991 році розпочалися масштабні ремонтно-реставраційні роботи фастівського костелу Воздвиження Святого Хреста за проектом київського архітектора Юрія Дмитревича. Роботи виконували будівельні фірми з Польщі. На честь відродження храму секретаріат Ватикану в той час направив телеграму:

| Його Святість Іван-Павло II перебуває в духовному єднанні з пастирями і вірними фастівської громади, що зібралися поруч зі своїм єпископом на торжестві освячення відродженої святині. Святіший Отець бажає, щоб цей храм став для віруючих особливим місцем зустрічі з Богом і зростання у вірі, надії і любові. |
Відновленням храму опікувався отець Зиґмунд Ян Козар. Цей домініканський священик тривалий час проповідував у рідній Польщі (Прудник, Вроцлав), Білорусі, Санкт-Петербурзі та на заході України. Він і відправив першу службу Божу у заново освяченому фастівському костелі в 1990 році. 8 вересня він став настоятелем костелу і пріором монастиря.
У 2003 році духовенство і широка громадськість Фастова відзначали 100-ліття фастівського костелу. З цієї нагоди у місцевому державному краєзнавчому музеї відбулася науково-практична конференція «Костелові Домбровського у Фастові — 100 років», а 20 вересня в храмі проведено урочисту месу, присвячену 100-річчю костелу Воздвиження Святого Хреста у Фастові. А за декілька днів по тому — 2 жовтня 2003 року Зигмунд Козар помер. Згідно з останньою волею священика, його поховали у Фастові — біля костелу.
18 вересня 2004 року ремонт костелу було завершено, і з цього приводу відбулася урочиста служба Божа.
2 жовтня 2005 року отець єпископ ординарій Києво-Житомирської дієцезії Ян Пурвинський відправив урочисту службу Божу, під час якої було проведено реконсекрацію (повторне освячення) храму.
У теперішній час костел Воздвиження Святого Хреста у Фастові є значним духовним і благодійницьким осередком міста. Це — визначна історико-культурна і архітектурна пам'ятка, туристична принада Фастова, завдяки оригінальним неоготичним формам споруда нерідко є локацією різноманітних заходів, зйомок тощо.

## Фотогалерея

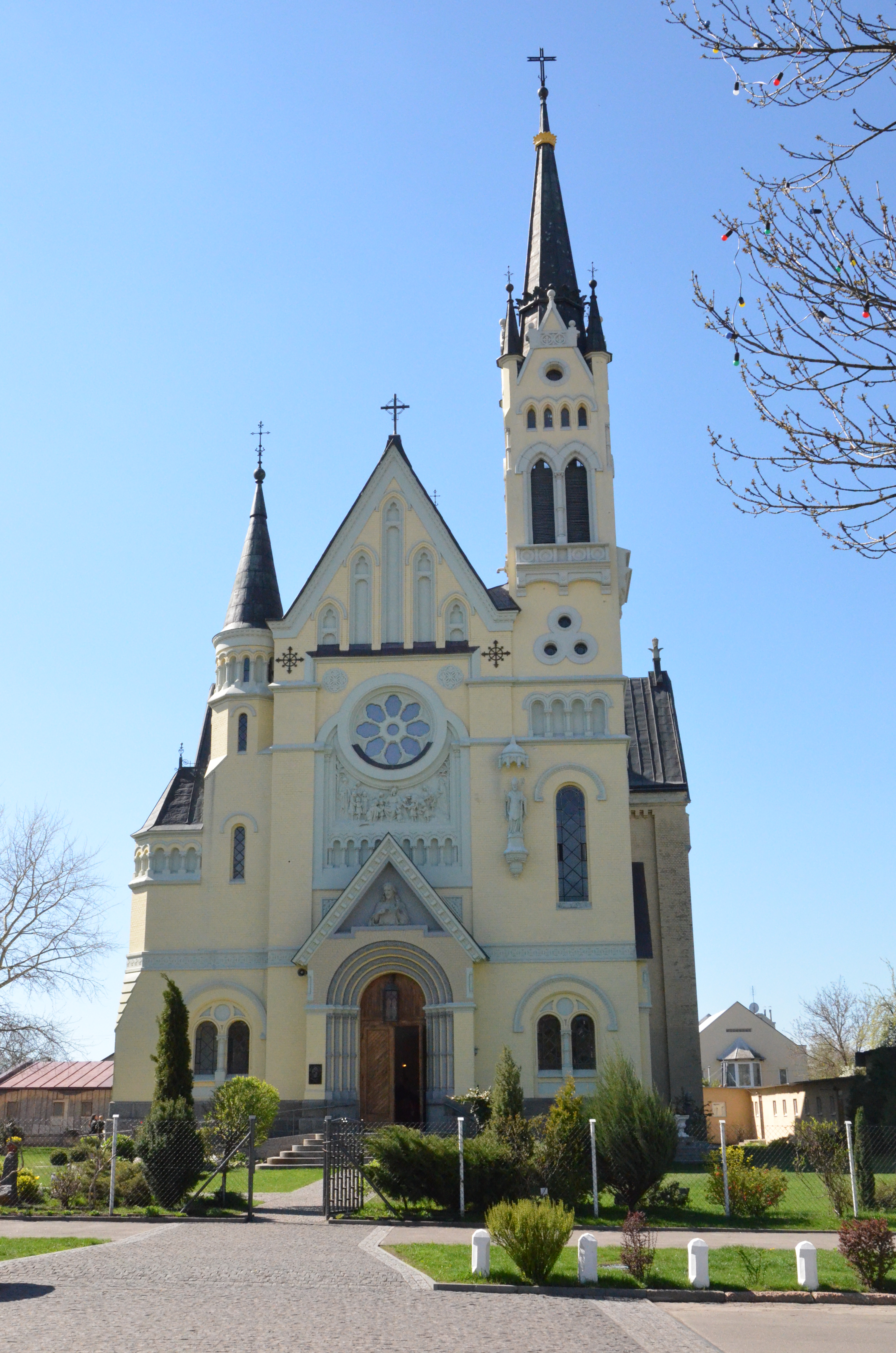
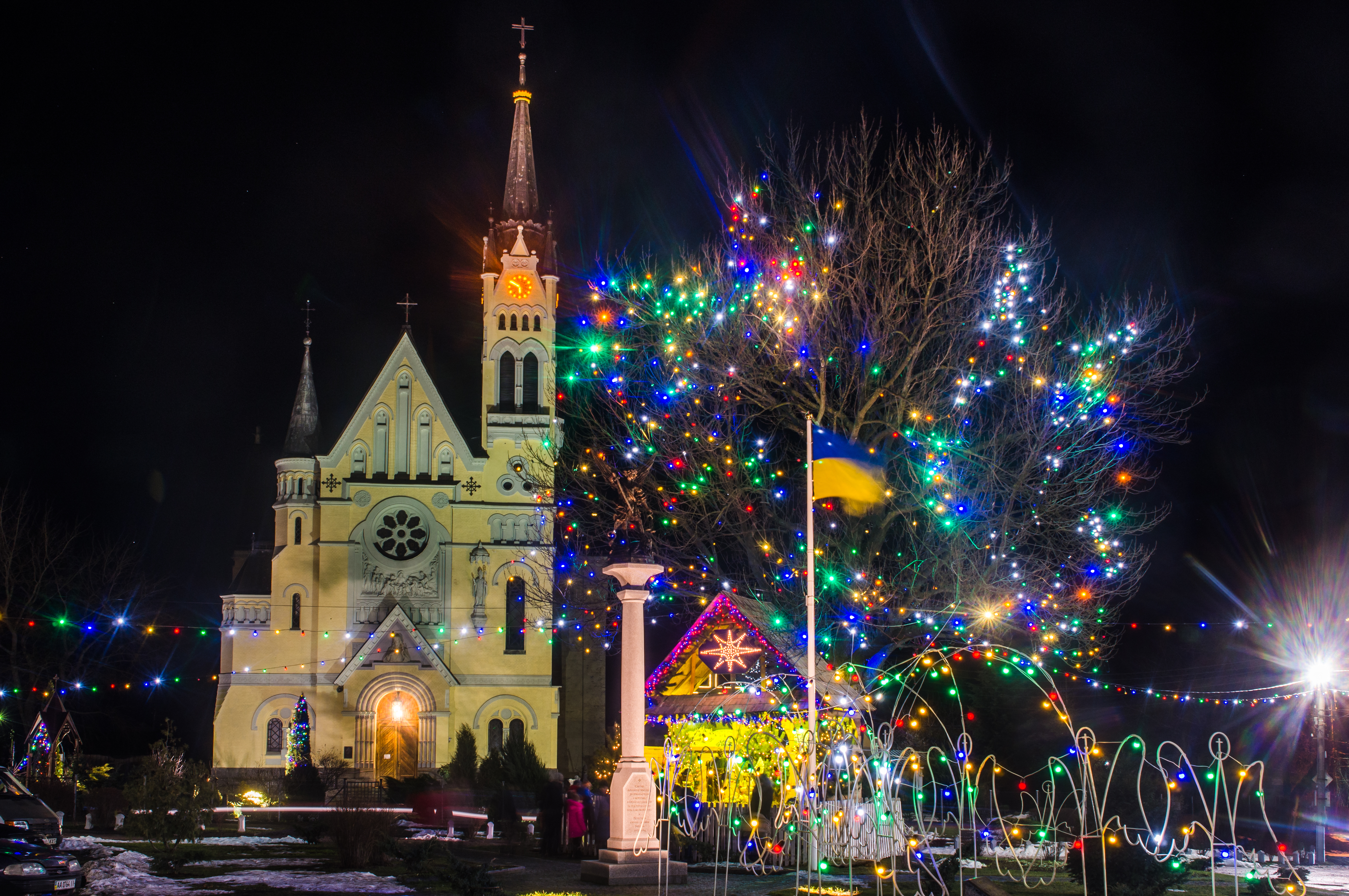
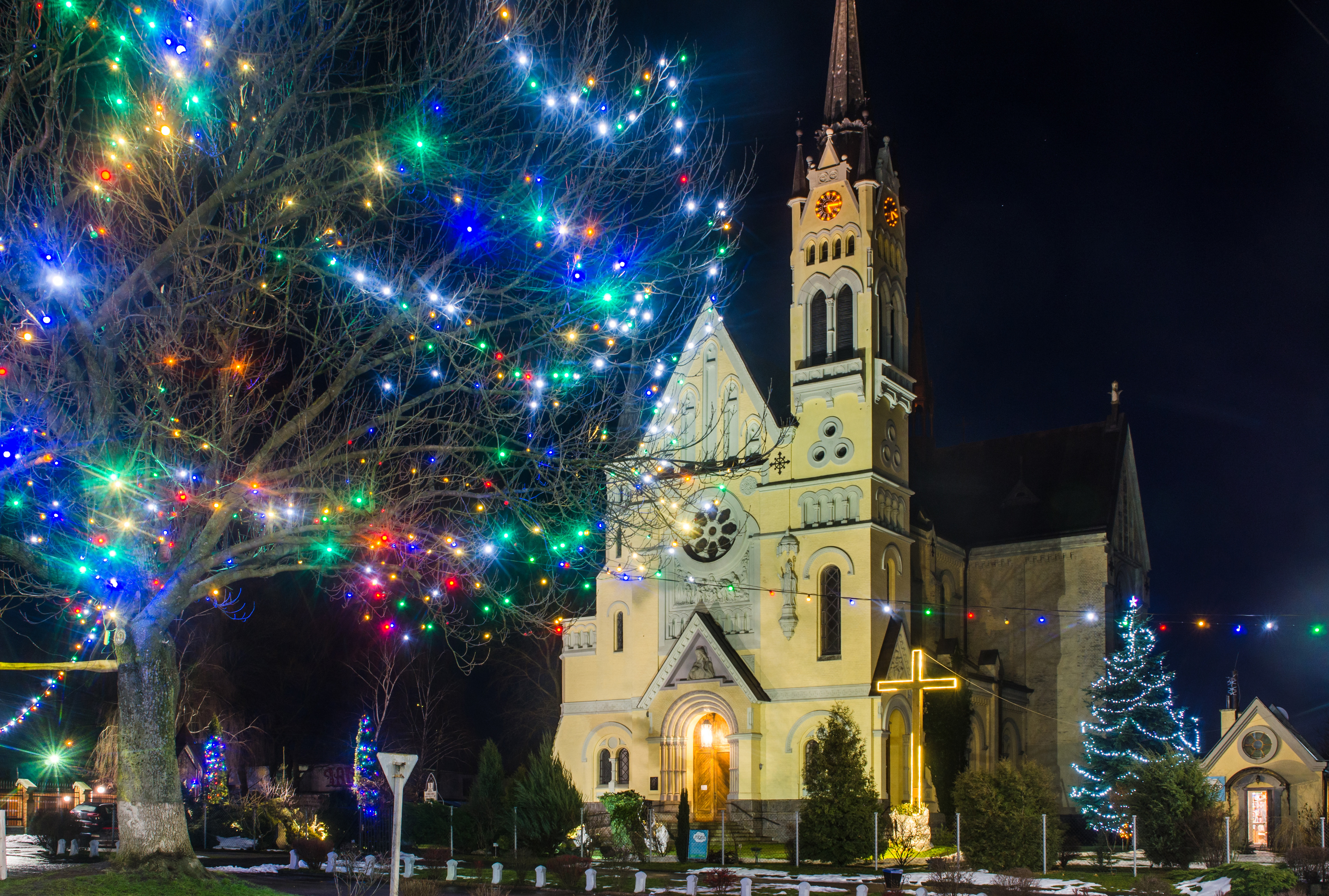
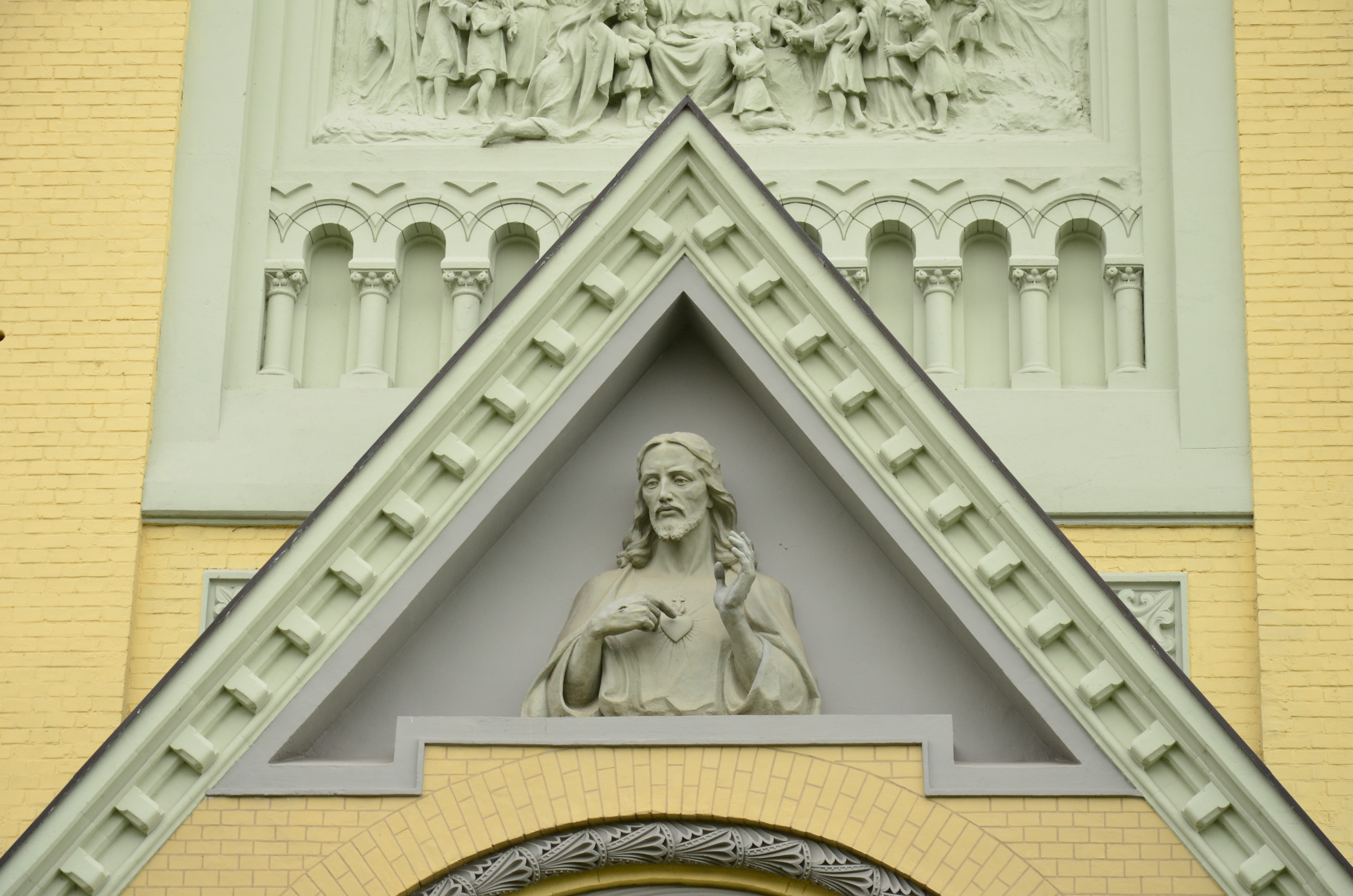
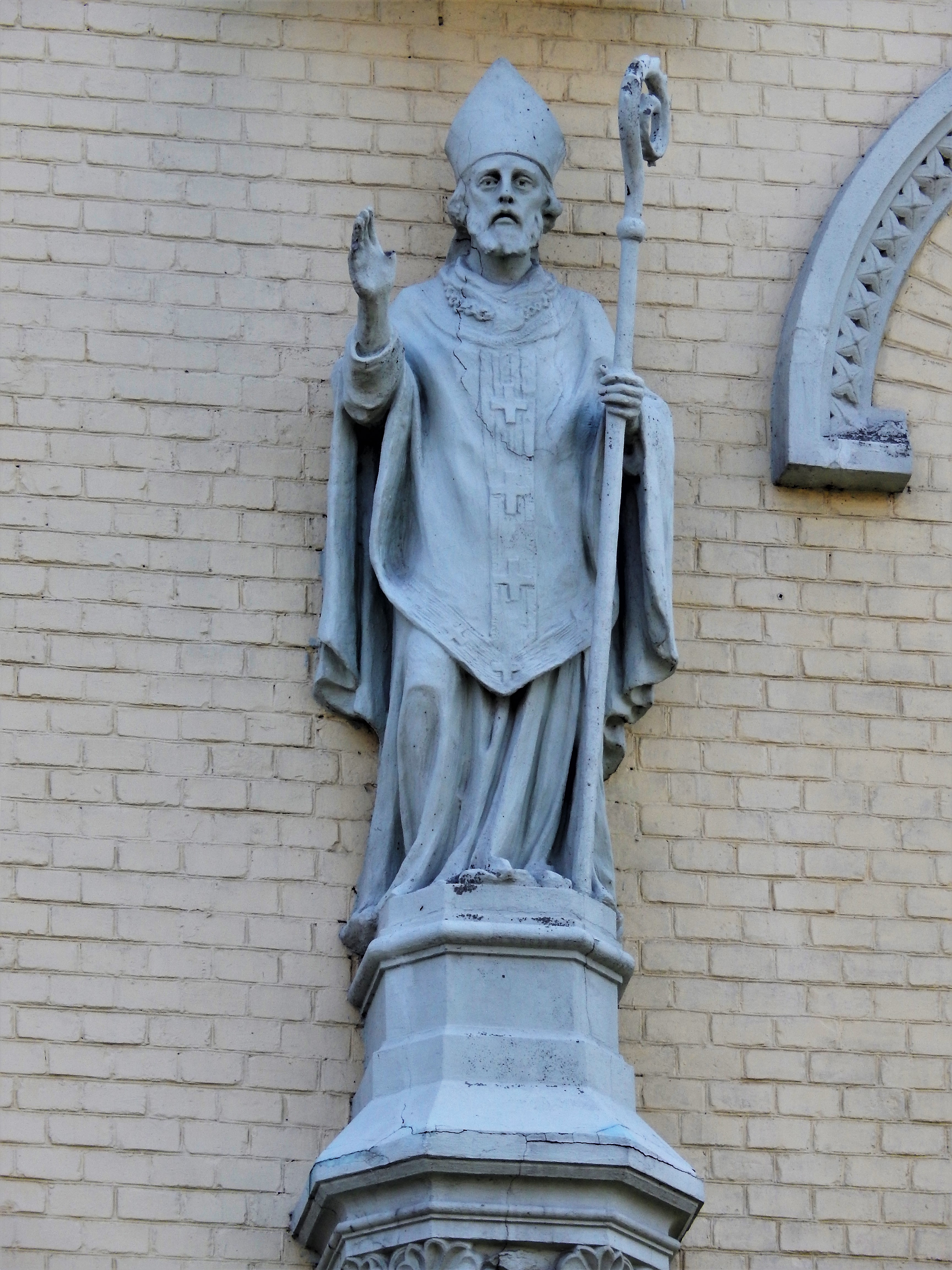